# Michael Bay
Michael Bay (Los Angeles, 17 februari 1965) is een Amerikaans filmregisseur en producer.
Hij is voornamelijk bekend door zijn actiefilms, zoals Pearl Harbor, Armageddon en Transformers. Het merendeel van zijn producties wordt slecht ontvangen door de filmpers en filmrecensenten, maar het grote publiek komt massaal op zijn blockbusters af. Zijn eerste drie films brachten tezamen ongeveer een miljard dollar in het laatje. Van de films van Bay was tot dusver alleen The Island niet succesvol te noemen, gezien de lage bezoekersaantallen en tegenvallende bioscoopopbrengsten.

## Biografie
Michael Bay groeide op in Westwood, een wijk van Los Angeles. Zijn moeder was kinderpsycholoog en zijn vader accountant. Hij studeerde aan de filmacademie van de Wesleyan universiteit. Voordat Bay zich toelegde op het maken van speelfilms, was hij videoclipregisseur van Aerosmith, Faith Hill, Wilson Philips, Lionel Richie, Tina Turner, Meat Loaf en Divinyls.
Bay omringt zich graag met playmates van Playboy. Hij heeft relaties gehad met Jaime Bergman en Lisa Dergan.

## Filmografie

### Regisseur
- 6 Underground (2019)
- Transformers: The Last Knight (2017)
- 13 Hours: The Secret Soldiers of Benghazi (2016)
- Transformers: Age of Extinction (2014)
- Pain & Gain (2013)
- Need for Speed: The Run  (2011) videogametrailer
- Transformers: Dark of the Moon (2011)
- Transformers: Revenge of the Fallen (2009)
- Transformers (2007)
- The Island (2005)
- Bad Boys II (2003)
- Pearl Harbor (2001)
- Armageddon (1998)
- The Rock (1996)
- Bad Boys (1995)

### Producent
- A Quiet Place: Day One (2024)
- A Quiet Place Part II (2021)
- Bumblebee (2018)
- A Quiet Place (2018)
- Teenage Mutant Ninja Turtles: Out of the Shadows (2016)
- 13 Hours: The Secret Soldiers of Benghazi (2016)
- Project Almanac (2015)
- Black Sails (2014-)
- Ouija (2014)
- Teenage Mutant Ninja Turtles (2014)
- The Purge: Anarchy (2014)
- Transformers: Age of Extinction (2014) (uitvoerend producent)
- The Purge (2013)
- Pain & Gain (2013)
- Transformers: Dark of the Moon (2011) (uitvoerend producent)
- I Am Number Four (2011)
- Need for Speed: The Run (2011) videogame trailer
- A Nightmare on Elm Street (2010)
- Transformers: Revenge of the Fallen (2009) (uitvoerend producent)
- Friday the 13th (2009)
- The Unborn (2009)
- Transformers (2007) (uitvoerend producent)
- The Hitcher (2007)
- The Texas Chainsaw Massacre: The Beginning (2006)
- The Island (2005)
- The Amityville Horror (2005)
- The Texas Chainsaw Massacre (2003)
- Pearl Harbor (2001)
- Armageddon (1998)

## Trivia
- Twee van zijn films, Pearl Harbor en Armageddon, wonnen een Razzie, de jaarlijkse prijs voor de slechtste film. Tevens wonnen beide films prijzen en nominaties in onder andere de Saturn Awards en MTV Movie Awards.
- Trey Parker en Matt Stone, de makers van South Park, drijven de spot met Bay en Pearl Harbor op de soundtrack van de film Team America: World Police. Een liedje begint met de tekst "I miss you more than Michael Bay missed the mark when he made Pearl Harbor".